# Aisha Tyler
Aisha Tyler (n. 18 septembrie 1970, San Francisco) este o actriță americană.

## Date biografice
Părinții ei se despart când Aisha avea vârsta de 10 ani, ea fiind crescută de tatăl ei. Aisha Tyler urmează un High School în San Francisco, apoi promovează ca politologă la colegiul Dartmouth. În 1996 se mută la Los Angeles unde debutează ca actriță în filmul serial "Nash Bridges". Urmează să joace deferite roluri în filme ca: Friend (2003), For One Night (2006), Kaliber 45 (2006). Tyler este căsătorită din 1992 cu avocatul Jeff Tietjens.

## Filmografie

### Film
| Anul | Titlul filmului                       | Rol              |
| ---- | ------------------------------------- | ---------------- |
| 2000 | Dancing in September                  | Woman with Weave |
| 2001 | Moose Mating                          | Josie            |
| 2002 | The Santa Clause 2                    | Mother Nature    |
| 2003 | One Flight Stand                      | Alexis           |
| 2004 | Never Die Alone                       | Nancy            |
| 2006 | The Santa Clause 3: The Escape Clause | Mother Nature    |
| 2006 | .45                                   | Liz              |
| 2007 | Death Sentence                        | Detective Wallis |
| 2007 | Balls of Fury                         | Mahogany         |
| 2007 | The Trap                              | Angela           |
| 2008 | Meet Market                           | Jane             |
| 2008 | Bedtime Stories                       | Donna Hynde      |
| 2009 | Black Water Transit                   | Casey Spandau    |
| 2010 | Moby Dick                             | Loanna Davis     |

### Televiziune
| Anul      | Titlul filmului                          | Rol               | Notes                |
| --------- | ---------------------------------------- | ----------------- | -------------------- |
| 1996      | Nash Bridges                             | Reporter          | Rol secundar         |
| 1996      | Grand Avenue                             | Girl #1           | TV movie             |
| 1999      | The Pretender                            | Angela Somerset   | Rol secundar         |
| 2001      | Curb Your Enthusiasm                     | Shaq's Girlfriend | Rol secundar         |
| 2001      | Talk Soup                                | Host              |                      |
| 2001      | Off Limits                               |                   | Rol secundar         |
| 2002      | The Sausage Factory                      | Jamie             | Rol secundar         |
| 2003      | Friends                                  | Charlie Wheeler   | 9 episodes           |
| 2003      | CSI: Miami                               | Janet Medrano     | Rol secundar         |
| 2004      | Slow Jamz                                | Herself           | Music Video          |
| 2004      | UnTitlul filmuluid Aisha Tyler Project   | Melanie Haywood   | Rejected TV pilot    |
| 2004      | Nip/Tuck                                 | Manya Mabika      | Rol secundar         |
| 2004–2005 | CSI: Crime Scene Investigation           | Mia Dickerson     | Recurring Rol, 8 ep. |
| 2005      | 24                                       | Marianne Taylor   | 7 episodes           |
| 2005–2006 | Ghost Whisperer                          | Andrea Moreno     | Serial regular       |
| 2006      | For One Night                            | Desiree Howard    | TV movie             |
| 2007      | Boston Legal                             | Taryn Campbell    | Rol secundar         |
| 2007      | The Boondocks                            | Luna              | Rol secundar         |
| 2008      | Million Dollar Password                  | Herself           | Celebrity Player     |
| 2008      | Reno 911                                 | Befany Dangle     | Rol secundar         |
| 2009      | Aisha Tyler is Lit: Live at the Fillmore | Herself           | Stand-up special     |
| 2009      | Celebrity Jeopardy!                      | Herself           | Celebrity episode    |
| 2009–2023 | Archer                                   | Agent Lana Kane   | Serial regular       |
| 2010      | Chelsea Lately                           | Herself           | Guest Interview      |
| 2010      | The Forgotten                            | Lydia Townsend    | Rol secundar         |
| 2011      | XIII: The Serial                         | Major Jones       | Serial regular       |
| 2011      | RuPaul's Drag Race 3                     | Herself           | Guest judge          |

### Video clipuri
| Anul | Titlul filmului | Rol              | Notes     |
| ---- | --------------- | ---------------- | --------- |
| 2010 | Halo: Reach     | Female Trooper 2 | Minor Rol |